# Network Kanji Filter
Network Kanji Filter（またはnkf）は、異なる文字コード間の変換を行うソフトウェア、そのAPI。

## 概要
nkfは1987年、市川 至らによって開発された。ソースコードが公開され、有志によってBSDやWindowsへも移植された。元々は1980年代のUNIX向けに開発された非常に古いオープンソースソフトウェアでは有るが、21世紀に入って四半世紀が経とうとする時代にあっても重宝され、メンテナンスされ続けている。
nkfが対応する文字コードはJIS コード、cp932（Shift-JIS）、 日本語 EUC、UTF-8、UTF-16であり、相互に変換することができる。
入力/出力はファイルからのみではなく標準入力/標準出力を利用することも可能である。
入力の文字コードはできる限り自動判別するため、基本的には出力の文字コードを指定するだけで使用できる。
また、Base64へのエンコードやデコードに対応しているほか、半角カナを全角カナへ変換する機能もある。
多くの環境で標準的に使用できるiconvと変換結果が異なる文字が存在するため、iconvをnkfに単純な置き換えはできない。